# The Show (1927)
The Show is een Amerikaanse dramafilm uit 1927 onder regie van Tod Browning. Destijds werd de film in Nederland uitgebracht onder de titel Kermisklanten.

## Verhaal
Cock Robin treedt op als Johannes de Doper op kermissen in Hongarije. In dezelfde vertoning is er ook een vrouw, die de rol van Salome speelt. Robin is een verwaande schurk. De Griek wil hem ombrengen tijdens een optreden, maar zijn plannetje mislukt. Wanneer Robin wordt gezocht door de politie, helpt Salome hem om onder te duiken. Hij wordt langzaamaan verliefd op haar. Door haar goedheid ziet hij ook in dat hij zijn leven moet beteren.

## Rolverdeling
| Acteur           | Personage  |
| ---------------- | ---------- |
| John Gilbert     | Cock Robin |
| Renée Adorée     | Salome     |
| Lionel Barrymore | De Griek   |
| Edward Connelly  | De Soldaat |
| Gertrude Short   | Lena       |
| Andy MacLennan   | De Fret    |